# Christine Meßbacher-Hönsch
Christine Meßbacher-Hönsch (* 28. Januar 1955) ist eine deutsche Juristin. Sie war von Oktober 2006 bis Oktober 2020 Richterin am Bundesfinanzhof. Seit April 2019 war sie Vizepräsidentin des Bundesfinanzhofs.

## Leben und Wirken
Meßbacher-Hönsch trat nach Abschluss ihres Studiums der Rechtswissenschaften an der Universität Erlangen 1982 in den Dienst der Finanzverwaltung des Freistaats Bayern ein. 1990 wechselte sie als Richterin an das Finanzgericht Nürnberg. 2004 erfolgte ihre Ernennung zur Vorsitzenden Richterin am Finanzgericht.
Nach ihrer Berufung an den Bundesfinanzhof wurde Meßbacher-Hönsch dem XI. Senat zugewiesen, der seinerzeit im Wesentlichen mit der ertragsteuerlichen Behandlung von Freiberuflern und Gewerbetreibenden, später mit Umsatzsteuer befasst war. 2009 gehörte sie dem II. Senat an, der hauptsächlich für Fragen der Einheitsbewertung, Grunderwerbsteuer und der Erbschaft- und Schenkungsteuer zuständig ist. Seit April 2016 war sie Vorsitzende des II. Senats.